# Grande Décoration aux masques
Grande Décoration aux masques est un tableau réalisé par le peintre français Henri Matisse en 1952-1953. Exécutée à partir de papier gouaché qu'il découpe et colle sur du papier blanc fixé sur une toile, l'œuvre se compose de motifs floraux de plusieurs couleurs vives interrompus par deux masques. Elle fait partie depuis 1973 des collections de la National Gallery of Art, à Washington, aux États-Unis.